# Mikołaj Starzechowski
Mikołaj Starzechowski z Morzyc herbu Nieczuja (zm. przed 15 września 1550 roku) – podsędek wieluński w latach 1519-1550, podstarości i surogator wieluński w 1531 roku.
Poseł na sejm piotrkowski 1523 roku z województwa sieradzkiego.